# Gregor Edmunds
Gregor Edmunds (nacido en 1977) es un strongman escocés, hijo de Douglas Edmunds.
Gregor es actualmente uno de los mejores competidores en los eventos de fuerza de los Juegos de la montaña (como lo fue su padre hace más de 30 años). A diferencia de su padre, quien se destacaba en el lanzamiento del tronco, él se destaca en el lanzamiento del martillo escocés.